# Liste der Kulturgüter in Oberrohrdorf
Die Liste der Kulturgüter in Oberrohrdorf enthält alle Objekte in der Gemeinde Oberrohrdorf im Kanton Aargau, die gemäss der Haager Konvention zum Schutz von Kulturgut bei bewaffneten Konflikten, dem Bundesgesetz vom 20. Juni 2014 über den Schutz der Kulturgüter bei bewaffneten Konflikten sowie der Verordnung vom 29. Oktober 2014 über den Schutz der Kulturgüter bei bewaffneten Konflikten unter Schutz stehen.
Objekte der Kategorie A sind im Gemeindegebiet nicht ausgewiesen, Objekte der Kategorie B sind vollständig in der Liste enthalten, Objekte der Kategorie C fehlen zurzeit (Stand: 1. Januar 2023). Unter übrige Baudenkmäler sind weitere geschützte Objekte zu finden, die in der Bau- und Nutzungsordnung der Gemeinde verzeichnet und nicht bereits in der Liste der Kulturgüter enthalten sind.

## Kulturgüter
| Foto |                                                                                         | Objekt                                                       | Kat. | Typ | Standort                           | Beschreibung |
| ---- | --------------------------------------------------------------------------------------- | ------------------------------------------------------------ | ---- | --- | ---------------------------------- | --- |
| ja   | Datei hochladen · Wikidata zu Römisch-katholische Pfarrkirche mit Pfarrhaus (Q15840313) | Römisch-katholische Pfarrkirche mit Pfarrhaus KGS-Nr.: 15649 | B    | G   | Ringstrasse 17, 19 666130 / 252396 | Barocke Kirchenausstattung der neuen Pfarrkirche; übernommen aus dem alten, 1939 abgebrochenen Vorgängerbau. Umfasst Portal, Altäre, Reliquien und Kreuzigungsgruppe. Daneben steht das 1751–1753 auf den Kellerwänden eines Vorgängerbaus errichtete Pfarrhaus, ein gut proportionierter Mauerbau unter geknicktem Walmdach; Hauptfasade mit axialem, breitgerahmtem Stichbogenportal über einer geschweift angelegten Vortreppe. |

## Übrige Baudenkmäler
| ID  | Foto |                                                                                         | Objekt                                    | Typ | Standort                            | Beschreibung |
| --- | ---- | --------------------------------------------------------------------------------------- | ----------------------------------------- | --- | ----------------------------------- | ------------ |
| 901 | ja   | Datei hochladen · Wikidata zu Römisch-katholische Pfarrkirche mit Pfarrhaus (Q15840313) | Römisch-katholische Pfarrkirche (Gebäude) | G   | Ringstrasse 17 666125 / 252393      |              |
| 902 | BW   | Datei hochladen                                                                         | Kaplanei                                  | G   | Ringstrasse 14 666157 / 252360      |              |
| 904 | ja   | Datei hochladen · Wikidata zu Gemeindehaus (altes Schulhaus) (Q105762131)               | Gemeindehaus (altes Schulhaus)            | G   | Ringstrasse 2 666252 / 252390       |              |
| 905 | ja   | Datei hochladen · Wikidata zu Zähnteschüür (Q105764044)                                 | Zehntenscheune                            | G   | Ringstrasse 4 666240 / 252316       |              |
| 906 | ja   | Datei hochladen · Wikidata zu Gasthof Zum Roten Löwen (Q105764438)                      | Gasthof zum Roten Löwen                   | G   | Ringstrasse 21 666164 / 252428      |              |
| 907 | BW   | Datei hochladen                                                                         | Ehemaliger Gasthof zum Weissen Kreuz      | G   | Ringstrasse 16 666169 / 252404      |              |
| 911 | BW   | Datei hochladen                                                                         | Bäuerlicher Vielzweckbau                  | G   | Busslingerstrasse 2 666231 / 252235 |              |
| 911 | BW   | Datei hochladen                                                                         | Bäuerlicher Vielzweckbau                  | G   | Busslingerstrasse 4 666231 / 252191 |              |

Hinweis zur Legende: Anstelle der KGS-Nummer wird als Objekt-Identifikator (ID) die Inventarnummer in der Bau- und Nutzungsordnung verwendet.